# Josef Šimůnek (horolezec)
Josef Šimůnek (* 21. července 1964 v Jičíně) je český horolezec; skialpinista, horský vůdce UIAGM; předseda Česká asociace horských vůdců, člen L.K.P. Prachov a podnikatel.
Absolvent jičínského gymnázia. Vystudoval Stavební fakultu ČVUT, obor geodézie-kartografie. V mládí vyzkoušel nejrůznější sporty, včetně bezmotorového létání, juda atd. až mu v sedmnácti letech učarovalo lezení, ostatně do Prachovských skal to měl kousek. Podnikl celkem patnáct expedic na osmitisícovky, vždy bez použití kyslíkových přístrojů. Od roku 1995 působí jako šéf expedic. Zúčastnil se expedic na Čo Oju (1993, 2006, 2011) a Dhaulágirí (1994, 2021), Šiša Pangmu (1995, 2003, 2007), dále na Manaslu (1996), Makalu (1998), Lhoce (1999), Kančendžengu (2000), K2 (2001) a Mount Everest (2005, 2022).
Spolu s Luďkem Ondřejem, Petrem Skřivánkem, Mirkem Novotným a dalšími založil v roce 1992 firmu HIMALAYA 8000, která pořádá himálajské expedice a obchoduje v oblasti outdoorového vybavení.
V roce 1998 s kolegou Víťou Novákem, Dušanem Stuchlíkem a dalšími kamarády spoluzaložil profesionální asociaci horských vůdců ČR (ČAHV). Asociace byla v 2006 přijata do mezinárodní UIAGM. Josef Šimůnek je dodnes předsedou této asociace.
Svoje klienty vedl na všech kontinentech světa.
Vlastní cestovní kancelář CK Himalaya, která se zabývá expedicemi, výstupy a treky v horách celého světa. Pořádá vzdělávací kurzy (lavinové, skialpinistické) v milovaných Krkonoších.
Pro střední Evropu zastupuje značky SKI TRAB, ABS Airbag, Klattermusen a Tilley.
Spolupořádá festival horských filmů Banff World Tour Česká republika a Slovensko.

## Úspěšné výstupy na osmitisícovky
- 1995, 2007: Šiša Pangma (8046 m n. m.)
- 1998: Makalu (8462 m n. m.)
- 1999: Lhoce (8516 m n. m.)
- 2011: Čo Oju (8.201 m n. m.)